# (114239) Bermarmi
(114239) Bermarmi est un astéroïde de la ceinture principale.

## Description
(114239) Bermarmi est un astéroïde de la ceinture principale. Il fut découvert le 21 novembre 2002 à Wrightwood par James Whitney Young. Il présente une orbite caractérisée par un demi-grand axe de 2,62 UA, une excentricité de 0,13 et une inclinaison de 11,7° par rapport à l'écliptique.

## Compléments